# Thomas Roth-Berghofer

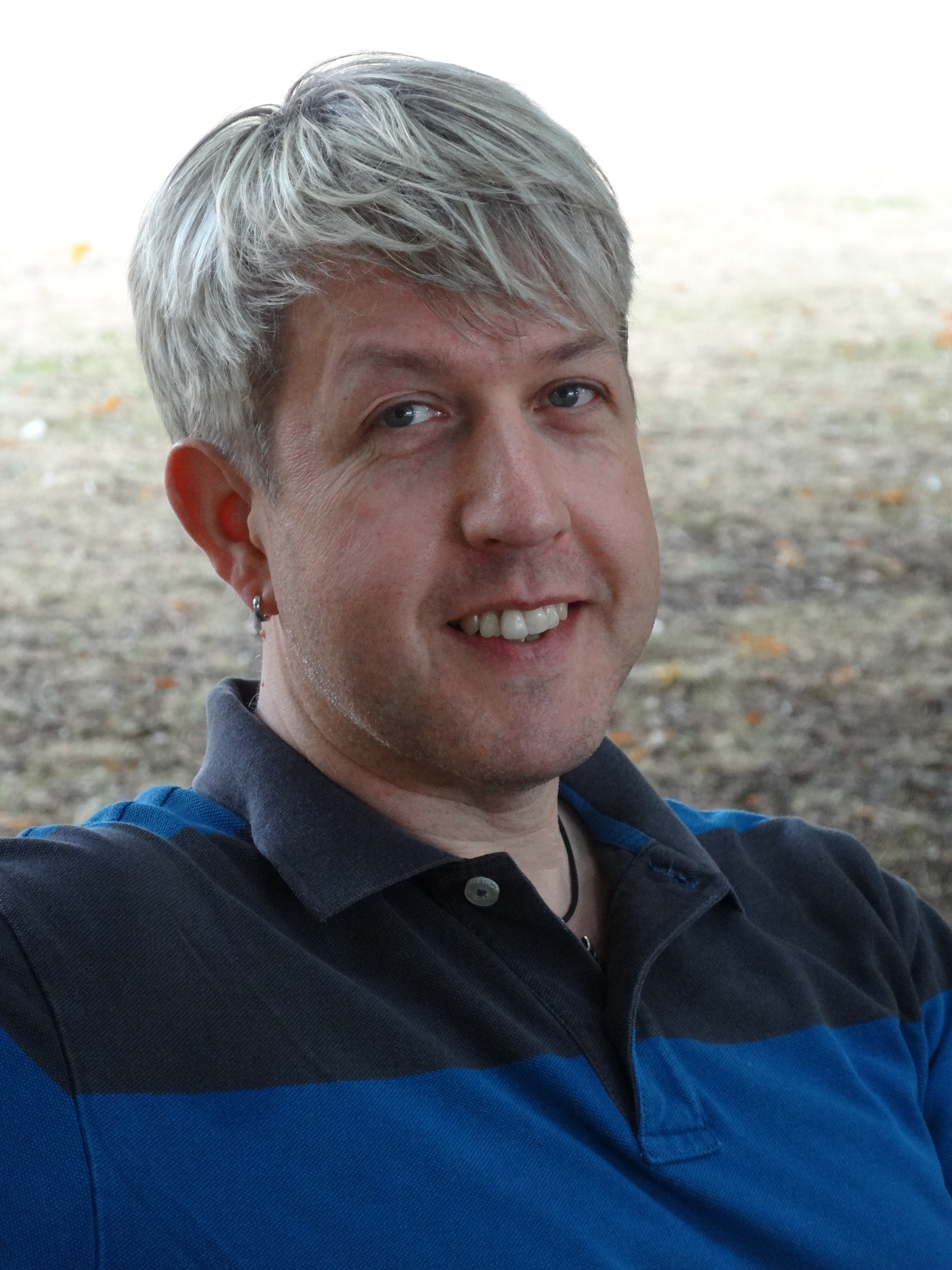
Roth-Berghofer, 2013

Thomas Karl Richard Roth-Berghofer, geb. Berghofer (* 2. Februar 1967 in Butzbach) ist ein deutscher Informatiker und Schriftsteller. Zusammen mit seiner Ehefrau schreibt er Romane unter den Sammelpseudonymen Alex Thomas und Tom Alex. Er war zuvor als Hochschullehrer für Künstliche Intelligenz an der University of West London tätig.

## Biografie
Roth-Berghofer wuchs in Neustadt an der Weinstraße auf und absolvierte 1986 das Abitur am dortigen Leibniz-Gymnasium. Nach seiner Militärzeit als Wehrpflichtiger in Koblenz studierte er von 1987 bis 1997 Informatik mit dem Nebenfach Wirtschaftswissenschaften an der Technischen Universität Kaiserslautern. Während des Studiums war er Teilhaber und Programmierer eines Softwareunternehmens. Er schloss sein Studium als Diplom-Informatiker ab und arbeitete anschließend als Softwareingenieur, Consultant und Software Quality Manager bei der Universitätsausgründung Tecinno GmbH in Kaiserslautern (heute empolis Information Management GmbH).
Im Rahmen mehrerer Forschungsprojekte promovierte Roth-Berghofer 2002 an der TU Kaiserslautern über Themen der Künstlichen Intelligenz (KI) mit der Arbeit Knowledge Maintenance of Case-Based Reasoning Systems. The SIAM Methodology. Anschließend kehrte er zu Forschung und Lehre zurück. Er wechselte dazu 2002 als Researcher an das Deutsche Forschungszentrum für Künstliche Intelligenz (DFKI) in Kaiserslautern. Mehrere Jahre war er Mitglied im Betriebsrat des Unternehmens. Das von der EU geförderte Projekt MedCIRCLE unter der Leitung von Gunther Eysenbach und der technischen Leitung von Roth-Berghofer wurde 2004 mit dem Janssen-Cilag Zukunftspreis ausgezeichnet.
2010/11 übernahm Roth-Berghofer zunächst die Professur Datenbanken und Informationssysteme an der Stiftung Universität Hildesheim, bevor er im September 2011 an den Lehrstuhl Artificial Intelligence (dt. ‚Künstliche Intelligenz‘) an der University of West London (UWL) in London berufen wurde. Anfang 2017 gab er seine Professur an der UWL auf.
Roth-Berghofers wissenschaftliche Schwerpunkte sind insbesondere die „Erklärungsfähigkeiten von (intelligenten) Softwaresystemen“. Diesem Thema widmete er sich nach seiner Promotion, nachdem sein Fokus durch seine Tätigkeit zunächst auf die Problematik der Wissenswartung in KI-Systemen gerichtet war. Er initiierte die Workshop-Reihen „International Workshops on Philosophy and Informatics“ (WSPI), „International Workshops on Modeling and Retrieval of Context“ (MRC) und „International Workshops on Explanation-aware Computing“ (ExaCt).

### Romanautor

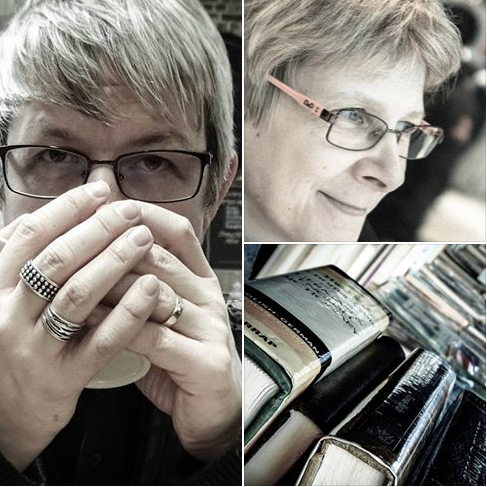
Autorenduo „Alex Thomas“ / „Tom Alex“ (2016)

Roth-Berghofer kehrte 2017 nach dem negativen Ausgang des EU-Mitgliedschaftsreferendums im Vereinigten Königreich nach Deutschland zurück. Zusammen mit seiner Ehefrau wurde er in Bremen ansässig, wo er seitdem als freier Schriftsteller tätig ist. Thomas Roth-Berghofer schreibt seit 2010 gemeinsam mit seiner Frau Ramona Roth (* 1962), die seit den 1990er Jahren im Buch- und Medienbetrieb als Übersetzerin und Lektorin arbeitet, Romanreihen unter den Sammelpseudonymen Alex Thomas für Thriller und Tom Alex für Jugendbücher und All-Age-Romane. Erschienen sind bisher die Romanreihen Catherine Bell und Paula Tennant unter dem Pseudonym Alex Thomas. Die Romanreihe um die rebellische Nonne Catherine Bell zählt zu den Vatikan- und Mystery-Thrillern. Die Reihe um die US-amerikanische Ermittlerin Paula Tennant wird seit 2018 veröffentlicht. Unter dem Pseudonym Tom Alex startete das Autorenehepaar die Jugendbuch- und All-Age-Reihe Nephilim Hunter.

### Herausgeber
Roth-Berghofer und Ramona Roth sind Mitbegründer von autorenforum.de  sowie Herausgeber des dort erscheinenden elektronischen Informationsmagazins The Tempest.

## Wissenschaftliche Publikationen (Auswahl)
Roth-Berghofer ist Autor und Herausgeber von mehr als 100 wissenschaftlichen Publikationen. Dazu gehören:
- Explanation and Case-Based Reasoning: Foundational Issues. In: Peter Funk, Pedro A. González Calero (Bearb.): Advances in Case-Based Reasoning. 7th European conference, ECCBR 2004. Madrid, Spain, August/September 2004. Proceedings (= Lecture notes in computer science, Nr. 3155). Springer, Berlin/Heidelberg 2004, ISBN 978-3-540-22882-0, S. 389–403 (englisch; Konferenzschrift).
- mit Michael M. Richter: On explanation. In: KI – Künstliche Intelligenz, 22. Jahrgang, Nr. 2/2008, S. 5–7 (englisch).
- mit Björn Forcher, Stefan Agne, Andreas Dengel: Intuitive Justifications of Medical Semantic Search Results. In: Engineering Applications of Artificial Intelligence (EAAI), Nr. 30, April 2014, S. 1–17 (englisch).

Video
- Artificial Intelligence: Using Case-Based Reasoning to Build Recommender Systems – Videomitschnitt eines Vortrags von Roth-Berghofer auf der Techsylvania 2015 in Cluj-Napoca, Rumänien (auf Youtube, 19:01 min; englisch)

## Roman-Veröffentlichungen
Catherine-Bell-Reihe (Alex Thomas)
1. Lux Domini. Blanvalet Verlag, München 2011, ISBN 978-3-7645-0369-7; Taschenbuch: 2012, ISBN 978-3-442-37946-0; English Edition: 2018, ISBN 978-1-983058-71-4; Lux Domini: Judaspakt. Überarbeitet und neu veröffentlicht bei KDP/A ☥ T Books, Bremen 2023, ISBN 978-3-7460-3668-7.
2. Engelspakt. Blanvalet Verlag, München 2012, ISBN 978-3-442-37989-7;  Umbra Sumus: Schatten sind wir. Überarbeitet und neu veröffentlicht bei KDP/A ☥ T Books, Bremen 2019, ISBN 978-1-69489-490-8.
3. Engelszorn. Blanvalet Verlag, München 2015, ISBN 978-3-7341-0015-4; Engelszorn: Nox Aeterna. Überarbeitet und neu veröffentlicht bei KDP/A ☥ T Books, Bremen 2023, ISBN 979-8-85035350-6.
4. Blutpforte. Blanvalet Verlag, München 2017, ISBN 978-3-7341-0016-1; Blutpforte: Memento Mori. Überarbeitet und neu veröffentlicht bei KDP/A ☥ T Books, Bremen 2025, ISBN  979-8-31157892-9.

Paula-Tennant-Reihe (Alex Thomas)
1. Die Tränen der Kinder. Edition M, Luxemburg 2018, ISBN 978-1-5039-5421-2.
2. Das Labyrinth des Blutes. Edition M, Luxemburg 2018, ISBN 978-2-919801-56-5.
3. So finster der Zorn. KDP/A ☥ T Books, Bremen 2019, ISBN 978-1-09-153687-6.

Böhm-und-Niedlich-Reihe (Alex Thomas)
1. Pietà: Steinerner Tod. Gmeiner-Verlag, Messkirch 2023, ISBN 978-3-8392-0500-6.
2. Totenbuch: Bloody Berlin. Gmeiner-Verlag, Messkirch 2025, ISBN 978-3-8392-0912-7.

Nephilim-Hunter-Reihe (Tom Alex)
1. Nephilim Hunter: Tödliche Träume. KDP/A ☥ T Books, Bremen 2022, ISBN 979-8-4158-6452-2.
2. Ikaron: Die Besessenen. KDP/A ☥ T Books, Bremen 2023, ISBN 979-8-37427823-1.
3. Dark Splinter: Die Schwarze Garde. KDP/A ☥ T Books, Bremen 2024, ISBN 979-8-32398314-8.

## Kurzgeschichten-Veröffentlichung
- Thomas, Alex. Götterdämmerung. In: Jennifer B. Wind (Hrsg.): Einmal kurz die Welt retten. Gmeiner Verlag, Messkirch 2022, ISBN 978-3-8392-0128-2